# 金兴明
金兴明（1962年11月—），江苏苏州人，汉族，中华人民共和国政治人物、第十一届全国人民代表大会上海地区代表。
毕业于北京航空航天大学可考性工程专业，是中共党员。曾任中国航空工业六一五研究所副所长、常务副所长、党委副书记、所长，上海航空工业局局长，上海航空工业（集团）有限公司党委副书记、总经理、副董事长，上海市经委副主任、党组副书记（正局级），市经济信息化委副主任（正局级），杨浦区委副书记、副区长、代区长、区长，市政府副秘书长等，2016年2月15日任上海市国有资产监督管理委员会主任。2008年起担任全国人大代表。
2018年1月，当选中国人民政治协商会议上海市委员会副主席。